# Joe Morgan
Joe Leonard Morgan (Bonham, Texas; 19 de septiembre de 1943-Danville, California; 11 de octubre de 2020) fue un jugador de béisbol y comentarista estadounidense que actuó en las Grandes Ligas como segunda base. Fue incluido en el Salón de la Fama en 1990.

## Carrera como jugador
Fue apodado “Pequeño Joe” (“Little Joe”) por su estatura de 5'7", Morgan tuvo una actuación destacada en el Castlemont High School antes de ser firmado por los Houston Colt 45's como agente libre amateur en 1962. Al comienzo de su carrera tuvo problemas con su swing, porque mantenía su codo trasero demasiado bajo. Su compañero de equipo Nellie Fox le sugirió que cuando estuviera al bate debía batir su brazo trasero para mantener su codo elevado. Morgan siguió el consejo y su movimiento de brazo se convirtió en un símbolo de los seguidores del béisbol.

### Cincinnati Reds
Aunque Morgan jugó con distinción para los Houston Astros, estos querían más poder en su alineación, además, el mánager Harry Walker, consideraba a Morgan como un problemático. Como resultado, en noviembre de 1971, los Astros  traspasaron a Morgan a los Cincinnati Reds como parte de un trato de varios jugadores que despertó gran interés para los aficionados. Si bien los Astros obtuvieron al bateador de fuerza Lee May, el trato es actualmente considerado como uno de los más desnivelados de la historia. A día de hoy, está considerado como un trato que marcó época para los Cincinnati y uno de los peores tratos de la historia de los Astros. Como parte de la operación, pasaron a los Reds César Gerónimo (que se convirtió en el jardinero central regular) y Jack Billingham que pronto se unió a la rotación de los Reds como abridor principal, además de Dennis Menke y Ed Armbrister. Mientras, los Astros obtuvieron, además de May al segunda base del todos estrellas Tommy Helms y al jardinero Jimmy Stewart. El trato facilitó un cambio de filosofía en los Reds al pasar del juego de bateo de poder al juego de velocidad, con Morgan y el jardinero Pete Rose como figuras claves en el orden al bate. Morgan además, poseía un bateo de poder inusual (en ese tiempo) para un segunda base que unía a una gran velocidad en el corrido de bases y una excelente defensa.
Luego de pasar a los Reds, la carrera de Morgan alcanzó un nuevo nivel. Esto incluye ocho participaciones consecutivas en el Juego de Estrellas (1972-1979) que se suman a las participaciones de 1966 y 1970 con los Astros.
Morgan, junto con sus compañeros de equipo Pete Rose, Johnny Bench, Tony Pérez y
Dave Concepción lideraron a los Reds en sus victorias consecutivas en la Serie Mundial. Morgan impulsó la carrera del triunfo en el 7.º juego de la Serie Mundial de 1975, considerada una de las mejores de todos los tiempos. Además fue el MVP de la Liga Nacional en 1975 y 1976.
Morgan fue un extraordinario bateador. Aunque su promedio de por vida fue de solo.271, bateó entre.288 y.327 durante sus mejores años en los Reds. Adicionalmente, consiguió muchas bases por bolas, teniendo una excelente frecuencia de enbase de.392. Logró la cifra de 268 jonrones, 449 dobles y 96 triples siendo muy buenos números de poder para un jugador de su posición en su época. Fue considerado el mejor robador de bases de su generación (689 robos con más del 80% de aciertos). Además de sus grandes números ofensivos, Morgan fue un fildeador excepcional, ganando el Guante de Oro consecutivamente desde 1972 a 1976.
Luego de su retiro como jugador fue incluido en el Salón de la Fama de los Cincinnati Reds en 1987 y su uniforme número 8 fue retirado.

### Últimos años como jugador
En 1980 regresó a los Houston para ayudar a los jóvenes Astros a ganar la conferencia oeste de la Liga Nacional. Los Astros luego perdieron con los Philadelphia Phillies la final de la Liga Nacional. Morgan pasaría a los San Francisco Giants por las próximas dos temporadas. Su jonrón en el último partido de la temporada de 1982 eliminó a los Dodgers en la lucha por la división. Morgan ganó en 1982 el premio Willie Mac (Willie Mac Award) por su espíritu y liderazgo. Luego pasó a los Phillies, donde se reencontró con sus excompañeros Pete Rose y Tony Pérez. Luego de perder contra los Baltimore Orioles en la Serie Mundial, Morgan finalizó su carrera con los Oakland Athletics.

### Legado
En el New Bill James Historical Baseball Abstract, Bill James nombró a Morgan como el mejor segunda base de la historia del béisbol por delante de Eddie Collins (no.2) y Rogers Hornsby (no.3). James, además, nombró a Morgan como el mejor jugador en porcientos de la historia del béisbol, debido a su elevado por ciento de fildeo, bases robadas, razón bases por bolas – ponches y bases por bola por comparecencias al plato. Esos datos fueron mostrados con la observación que muchos jugadores de la historia del béisbol no pudieron ser incluidos por la falta de datos.

## Carrera en los medios de difusión

### Medios Locales
Morgan comenzó su trayectoria como comentarista en 1985 para los Cincinnati Reds. El 11 de septiembre de 1985, Morgan, junto con su socio de televisión Ken Wilson estuvieron presentes en el récord impuesto por Pete Rose de 4192 hits. Un año más tarde, Morgan comenzó una etapa de nueve años como locutor de los San Francisco Giants. Morgan amplió más a su trayectoria cuando formó parte del equipo de transmisión de los Oakland Athletics en la temporada de 1995.

### ABC Sports
De 1988 a 1989, Morgan se desempeñó como locutor de ABC, donde ayudó a anunciar los juegos de Grandes Ligas de lunes y jueves en la noche; la Serie de Campeonato de la Liga Americana y actuó como reportero de campo en la Serie Mundial de 1989. Morgan estaba en el campo del Candlestick Park de San Francisco junto a Willie Mays (a quien había entrevistado momentos antes) en el momento que se produjo el terremoto de Loma Prieta a las 5:04 p. m.

### NBC Sports
De 1994 al 2000, Morgan hizo equipo con Bob Costas y (hasta 1997) con Bob Uecker para la previa de los juegos de la NBC (y asociados con The Baseball Network de 1994 a 1995). Durante este período, Morgan colaboró con la previa de los partidos de las Series Mundiales de 1995, 1997 y 1999 y cuatro Juegos de las Estrellas (1994, 1996, 1998 y 2000). Morgan había estado previamente con la NBC de 1986 a 1987, presentando el Juego de la Semana Regional transmitido por la cadena televisiva.

### ESPN
Fue miembro del equipo líder de transmisión de ESPN junto a Jon Miller y Orel Hershiser. Además de formar equipo con Miller en la transmisión del juego nocturno del domingo, Morgan también transmitió con Miller el Campeonato de la Liga y la Serie Mundial en ESPN Radio. En el 2006, presentó para ABC junto con Brent Musburger y Orel Hershiser los partidos por el campeonato de la Pequeña Liga de Serie Mundial (Little League World Series). Durante los play-off del 2006 la red nombró a Morgan como su analista de béisbol principal entregándole la doble responsabilidad de presentar el medio juego en el play-off entre los Mets y los Dodgers en el Shea Stadium para luego cruzar la ciudad y presentar el juego nocturno entre los New York Yankees y los Detroit Tigers en el Yankee Stadium.
Fue además comentarista en la serie MLB 2K de 2K Sports. Aunque el consorcio de Morgan con Jon Miller comenzó en 1990, esa no fue la primera vez que Morgan colaboró con ESPN ya que entre 1985 y 1988 presentó los juegos del béisbol universitario.
En su tiempo en ESPN, Morgan había sido un crítico abierto del análisis del béisbol basado en estadísticas. El libro de Michael Lewis Moneyball, donde describe el trabajo estadístico realizado por Billy Banes para conformar el equipo de los Oakland Athletics, fue objetivo fundamental de sus críticas. Morgan rechazó leer el libro argumentando que las estadísticas no eran más útiles que la observación del béisbol.